# 查拉湖
查拉湖（Lake Chala）是東非的火山口湖，位於坦桑尼亞和肯亞接壤邊界的乞力馬扎羅山東側海拔高度877米處，距離塔韋塔8公里，該湖長3公里、寬2.4公里，面積4.2平方公里，最大深度90米。